# Menophra dnophera
Menophra dnophera là một loài bướm đêm trong họ Geometridae.